# Porta Vescovo
La Porta Vescovo était une porte de ville des anciens  murs médiévaux extérieurs de la ville de Vérone, en Italie. Elle a été conçue et construite en 1520 par l'architecte Théodore de Trivulce. Elle est nommée Vescovo, parce que la porte recueillait un péage au profit de l'évêque.

## Description
La façade extérieure de l'arche centrale est décorée avec du marbre avec une forme ressemblant à un arc de triomphe antique. Au milieu du XIXe siècle, la caserne, un arsenal, et des points d'entrée pédestre ont été ajoutés. La structure se trouve près de gare de Vérone-Porta-Vescovo (it), la gare pour les trains à destination de Venise.

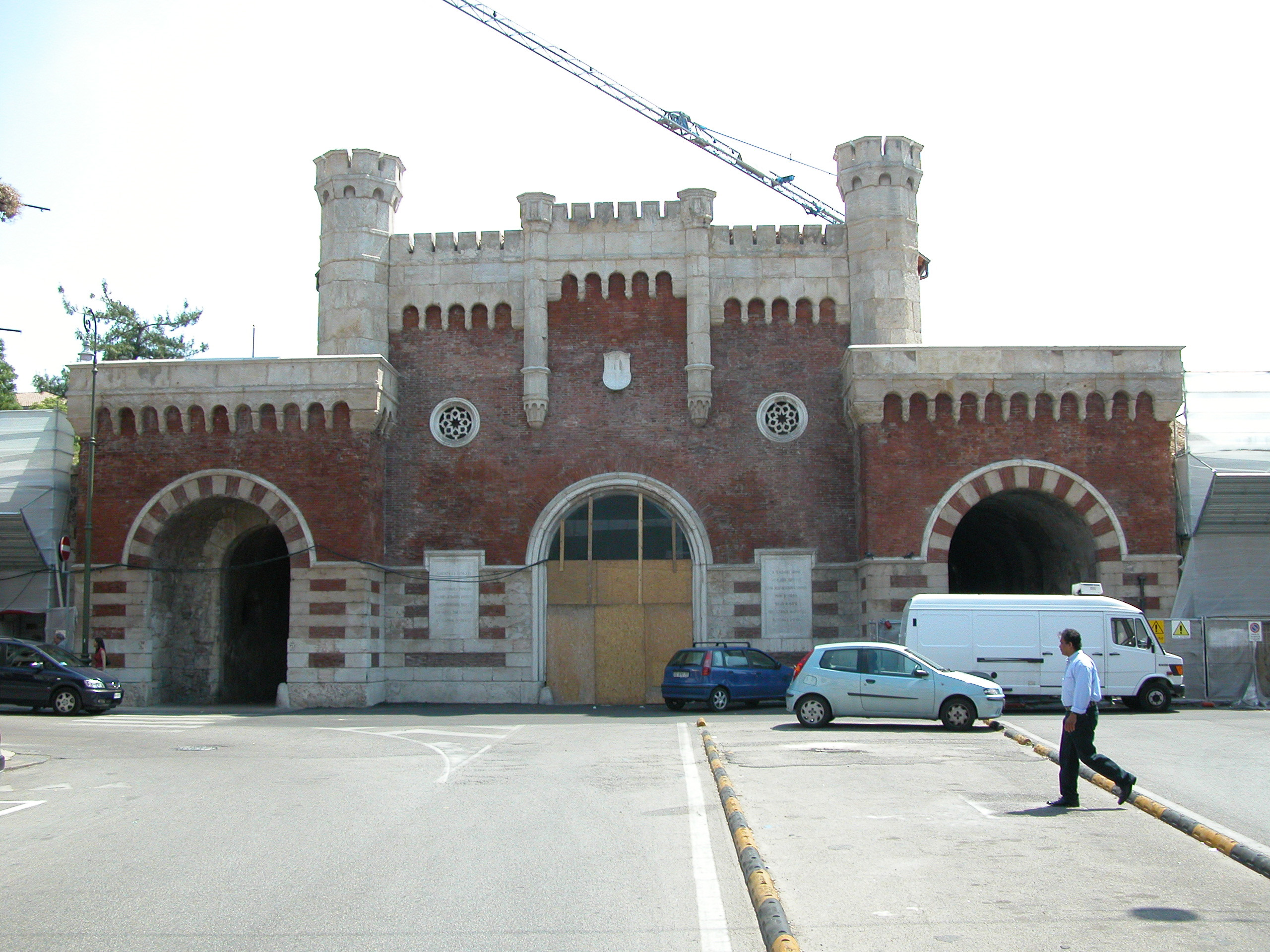
Façade intérieure.
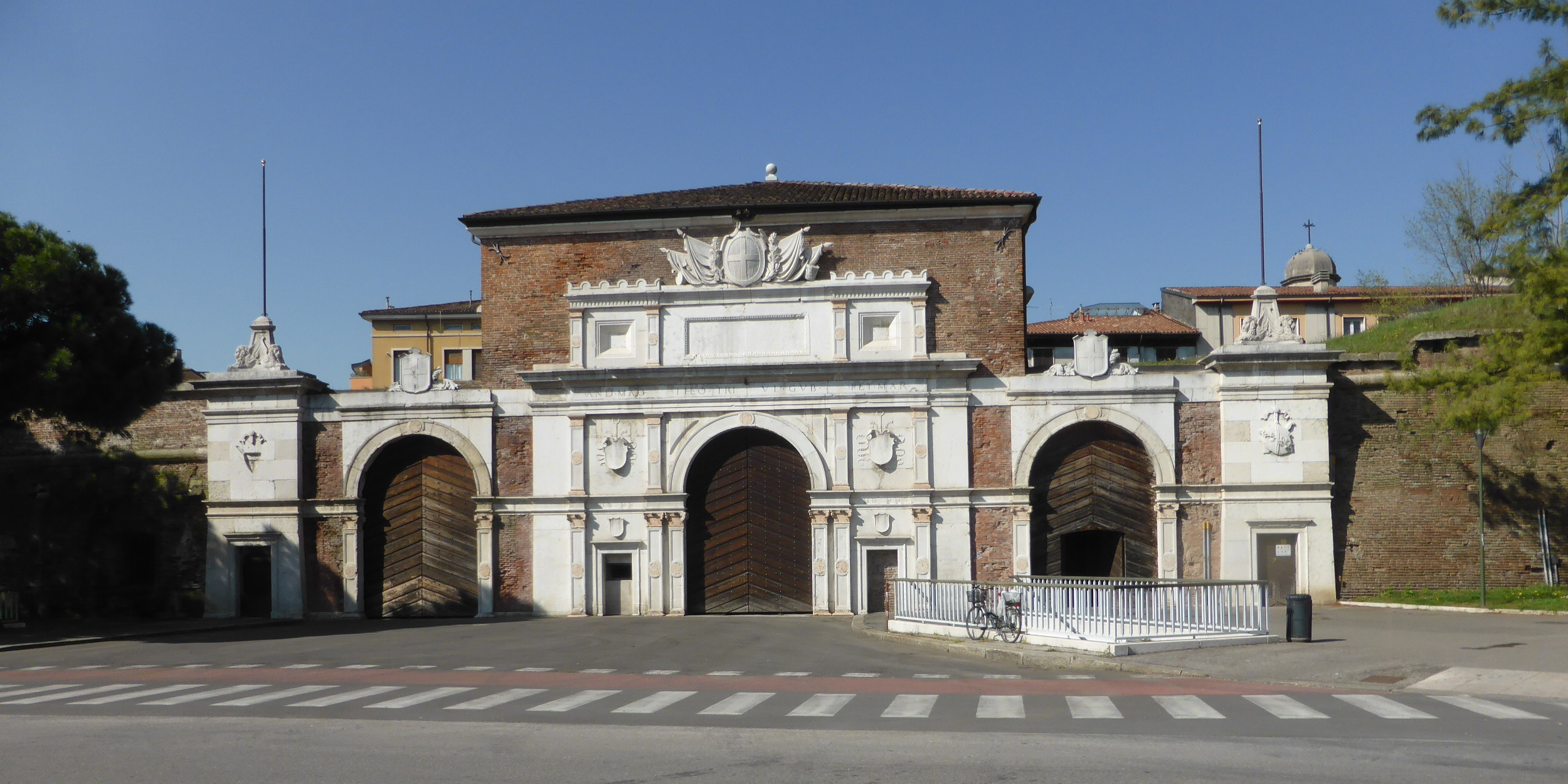
Façade principale.
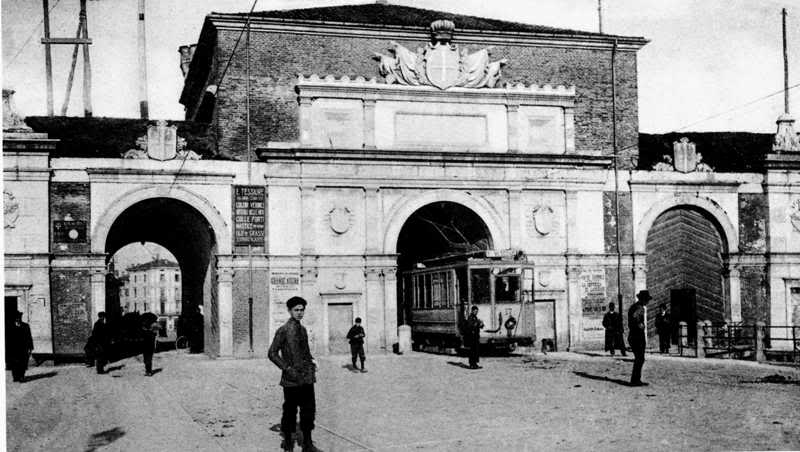
Vue ancienne.